# سونا

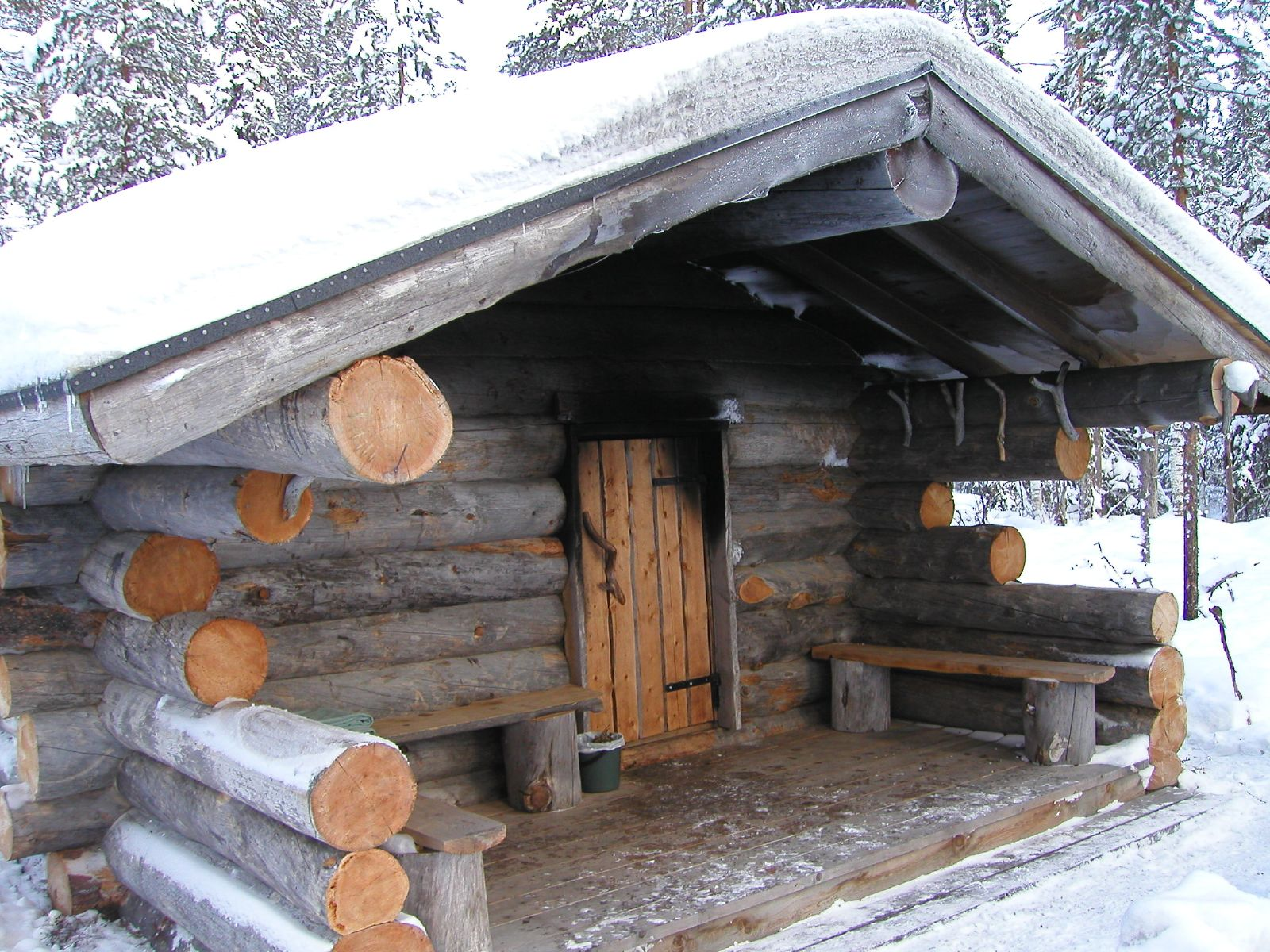
نمایی بیرونی از یک کلبه سونای دودی در فنلاند. در اوایل قرن ۱۹ میلادی، سونا به شکل کلبه از جنس الوارهای چوبی ساخته می‌شد.

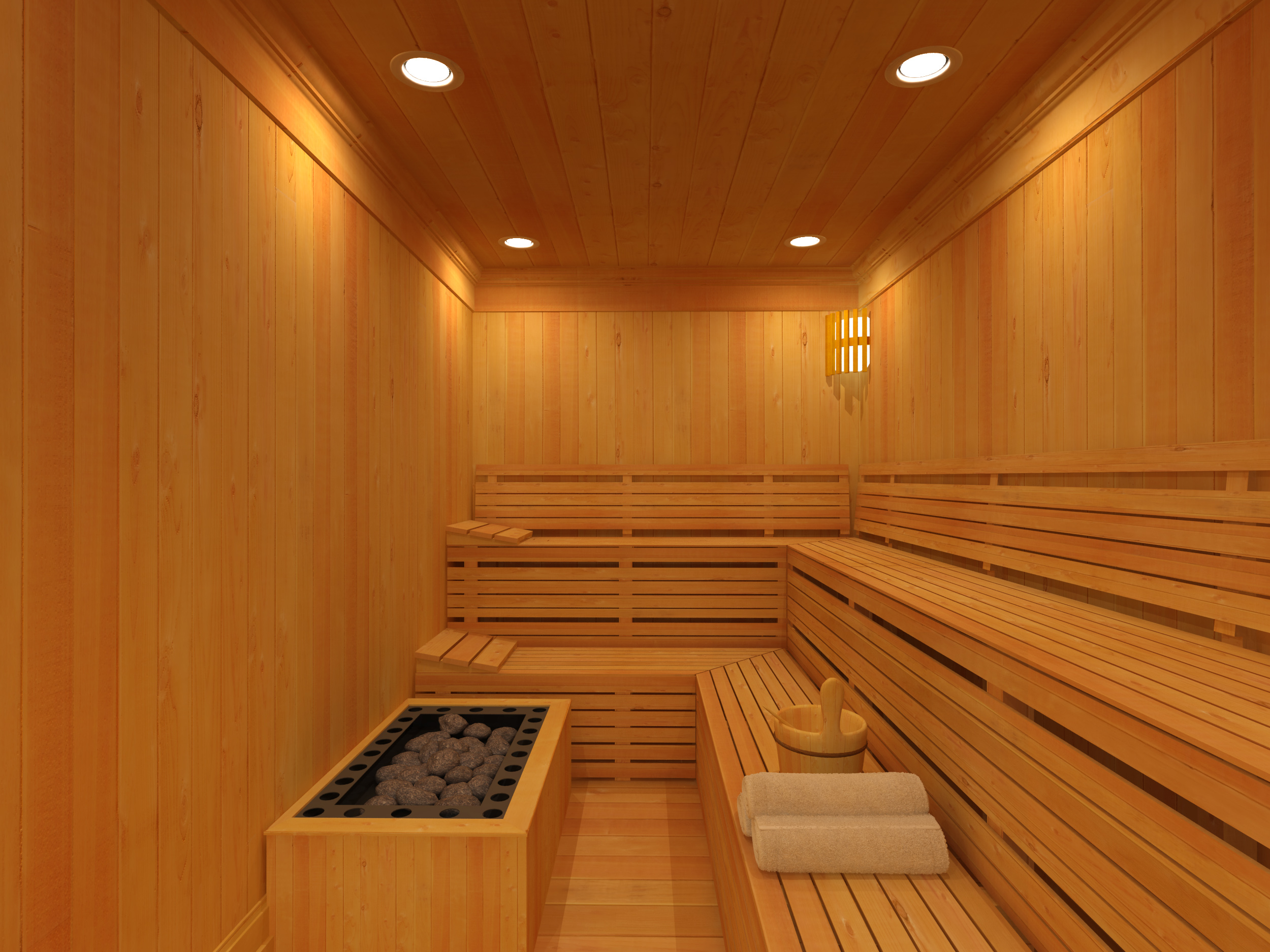
نمایی داخلی از یک سونای خشکِ مدرن

سونا (به فنلاندی: sauna) یا گرم‌خانه اتاقی کوچک در اصل ساخته‌شده از چوب درخت سرو با دمای محیطیِ کنترل‌شده‌است که به منظور بهره‌گیری از هوای گرم در حالت خشک یا مرطوب مورد استفاده قرار می‌گیرد. سونا مکانی برای استراحت، تجدید قوا، رسیدن به آرامش ذهن، روان و جسم است. زادگاه اولیهٔ سونا نامشخص است، اما بسیاری، زادگاه سونا به شکل امروزی را کشور فنلاند و برخی دیگر در شمال روسیه می‌دانند.
واژهٔ سونا از زبان فنلاندی به زبان‌های دیگر رفته‌است.
تامپره ، دومین شهر بزرگ فنلاند ، به طور رسمی "پایتخت سونا جهان" اعلام شد.

## فرهنگ سونا
فرهنگ استفاده از سونا در کشورهای مختلف متفاوت است. در آسیا ، اکثر سالن های ورزشی، هتل ها و تقریباً تمام استخرهای عمومی دارای سونای سرپوشیده هستند.معمولاً استخرها دو سونا دارند که به آن سونای خشک و سونای بخار می‌گویند.

## انواع سونا
سونا انواع مختلفی وجود دارد؛ از جمله،
- سونا خشک: سونای فنلاندی که معمولاً در آن از گرمای خشک استفاده می‌شود .
- سونا بخار: حمام ترکی که رطوبت بیشتری دارد.

## فواید سونا
1. سونا، انتخابی عالی برای سم زدایی از بدن است که باعث تعریق می شود و بدن را پاکسازی می کند.
2. گرمای سونا می تواند خستگی را کاهش دهد.
3. استرس را از بین ببرد.
4. بدن و ذهن را آرام کند.
5. خاصیت ارتجاعی پوست را بهبود می دهد.
6. بازسازی عضلات و رباط های آسیب دیده را سرعت می بخشد.
7. گردش خون و نشاط را افزایش می دهد.
8. سونا روند پیری را کند می کند.
9. کاهش دردهای عضلانی
10. سونا می تواند به روند لاغری کمک کند.
11. تنفس و تنش زدایی
12. و ....

## سونا خشک
سونا خشک حتماً باید از چوب روسی ساخته شود که به صورت لنبه سونایی شکل داده شده باشد. این لنبه‌ها با شیارهایی که دارند درون یکدیگر رفته و به چوب زیرسازی (که قبلاً به دیوار وصل می‌شود) متصل می‌شوند
برای صندلی‌ها از چوبی به نام کف صندلی استفاده می‌شود که با آن صندلیها را یک طبقه یا دوطبقه می‌سازند. رنگ سونا نباید به صورت معمول بقیه رنگهای چوب باشد (به دلیل سرطان زا بودن) و در آن فقط از سیلر و کیلر استفاده می‌کنند.

## اجزای تشکیل دهنده سونا
1. چوبِ زیرسازی
2. پشم شیشه یا یونولیت برای عایق کاری
3. لنبه سونایی
4. چوبِ کف صندلی
5. فیتیله و نبشی
6. چوبِ چهارچوب برای در و پنجره
7. هیتر برای گرم کردن سونا
8. سنسور دود و دماسنج و ساعت شنی و آباژور برای روشنایی
9. و لوازم غیرضروری دیگر

## انواع هیتر سونا(سونا خشک- سونا بخار)
سونا، از قرن‌ها پیش که اولین اتاق‌های گرم در شمال اروپا، روسیه و امپراتوری روم باستان مورد استفاده قرار گرفتند، بسیار تکامل یافته است. امروزه می‌توانیم از میان انواع مختلف سونا، از سوناهای هیزمی سنتی گرفته تا سوناهای بخار مدرن که اغلب در سالن‌های ورزشی و مراکز اسپا دیده می‌شوند، یکی را انتخاب کنیم. انواع سونا، تجربیات متفاوتی را از نظر گرما و رطوبت ارائه می‌دهند و نصب و راه‌اندازی بعضی از آنها، نسبت به سایر گزینه‌ها، آسان‌تر و کم‌هزینه‌تر است.
در این بخش، اطلاعاتی در مورد انواع سونا و نحوه عملکرد آنها را جمع‌آوری کرده‌ایم تا شما بتوانید بهترین گزینه را متناسب با سبک زندگی و نیاز خود انتخاب نمایید.
- هیتر هیزمی
- هیتر برقی سونا خشک
- هیتر مادون قرمز
- بخارساز برقی
- هیترهای ترکیبی

## نکات ایمنی
- در محل سونا باید قبل از نصب، سیم فشار قوی برای هیتر و سیم برای روشنایی کشیده شده باشد.
- درِ سونا الزاماً باید رو به بیرون باز شود.(تا هنگام گرفتگی تنفسی برای خارج شدن به مشکل بر نخورید)

## نگارخانه

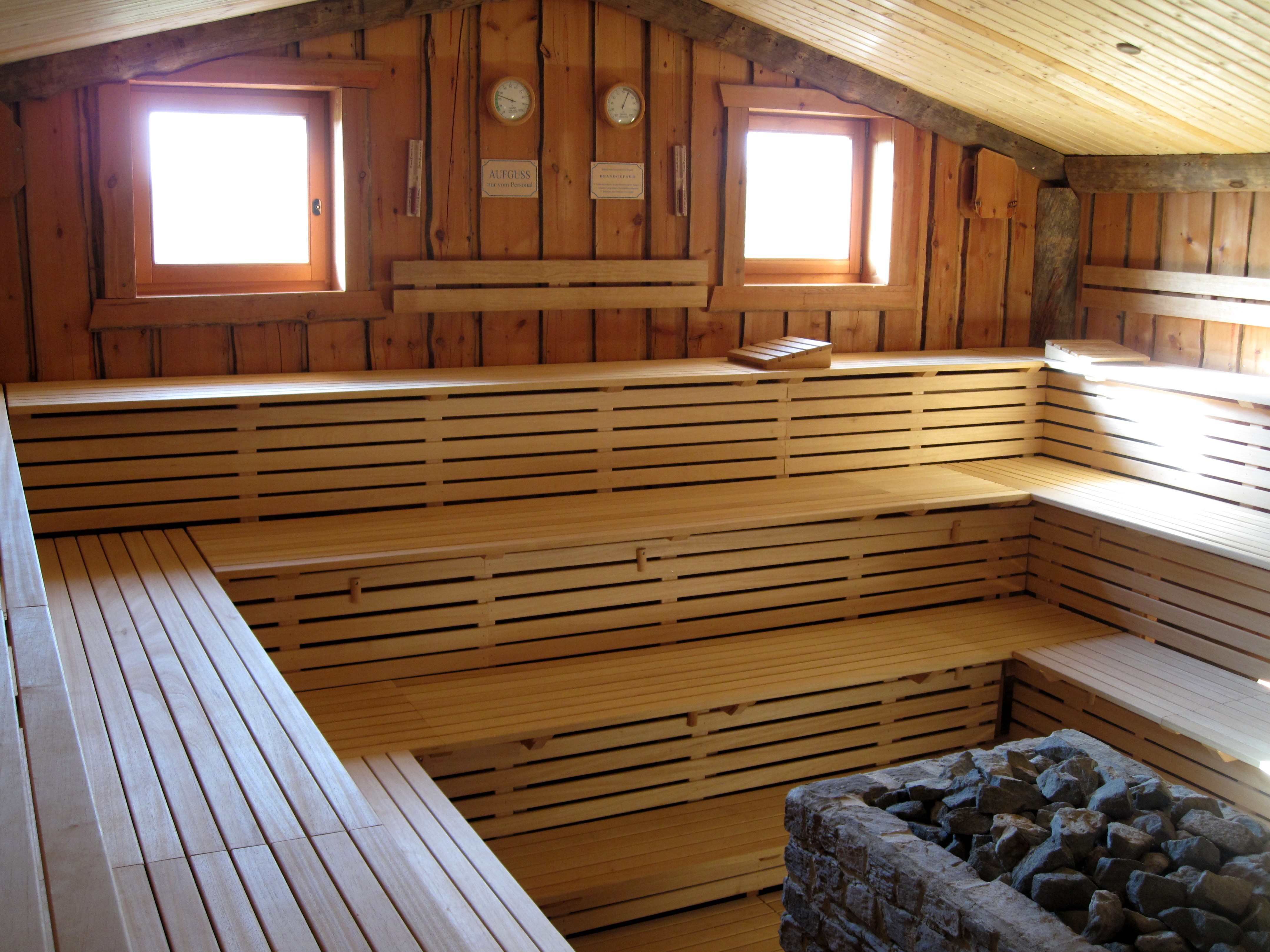
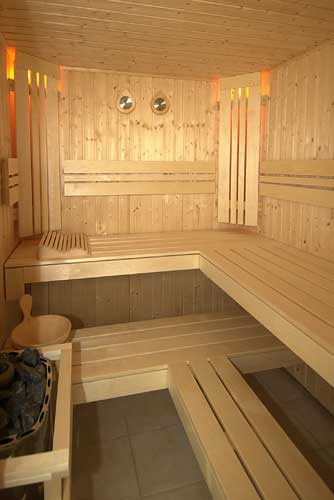
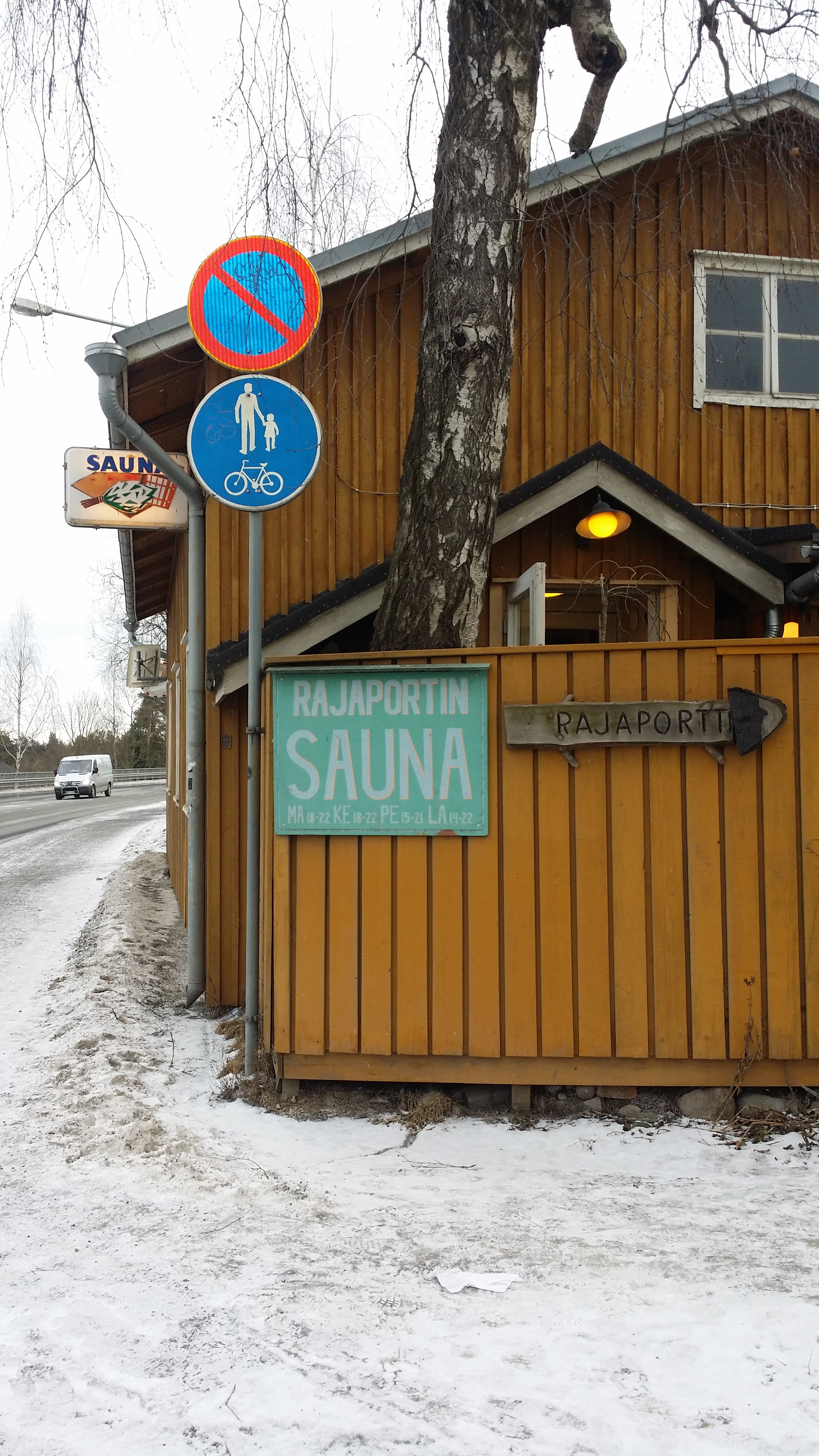
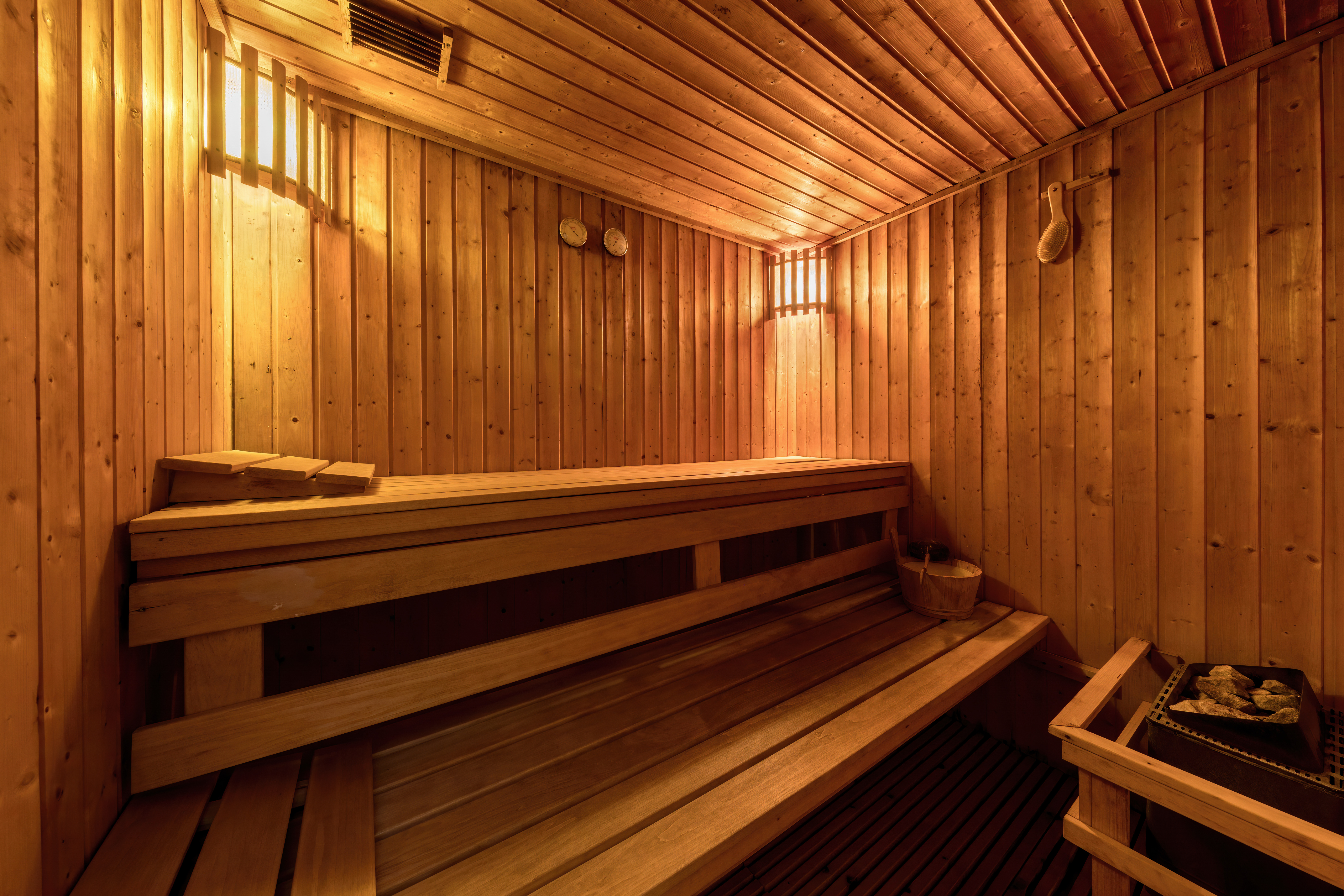